# Średnica grafu
Średnica grafu spójnego to odległość na jaką są oddalone dwa najodleglejsze wierzchołki grafu czyli najmniejsza taka liczba n, że dowolne dwa wierzchołki łączy ścieżka długości co najwyżej n. 
Jedynymi grafami o średnicy równej 1 są grafy pełne.
Definicję średnicy grafu rozszerza się czasami na grafy niespójne, przyjmując, że jest ona nieskończona.